# Colliding galaxies in the mind of a genius
Colliding galaxies in the mind of a genius er en dansk kortfilm fra 1999, der er instrueret af Christian Chapelle.

## Handling
Denne artikel mangler et handlingsreferat. Hjælp os med at skrive det.